# Nactus arfakianus
Nactus arfakianus — вид геконоподібних ящірок родини геконових (Gekkonidae). Ендемік Індонезії.

## Поширення і екологія
Nactus arfakianus мешкають на островах Схоутена в затоці Чендравасіх, в провінції Папуа. Голотип походить з острова Япен.